# 大村純安
大村 純安（おおむら じゅんあん、1850年（嘉永3年） - 1870年9月27日（明治3年9月3日））は、江戸時代末期（幕末）の儒学者。徳島藩士。淡路国洲本出身。字は誠卿。号は竹窓。

## 生涯
初め中村栗園、巖谷一六に学び、後に漢学を岡田鴨里、奥井寒泉等に学び、蘭学を篠田秀道に学んだ。1865年（慶応元年）より江戸に出て英学を学んだ。後に帰郷。著作に「竹窓遺稿」がある。
1870年（明治3年）に庚午事変（いわゆる稲田騒動）で洲本の稲田家襲撃に関与したことにより、同年9月3日に新居水竹、小倉富三郎等とともに徳島市吉野本町の萬福寺にて切腹した。享年21。これが日本法制史上、明治以後に行われた切腹刑の1つとされる（最後の切腹刑は、2年後の1872年（明治5年）11月4日に金沢藩執政(藩臣最高職)本多政均の暗殺に対する加賀本多家旧臣の敵討ち[明治の忠臣蔵と言われている]により、石川県刑獄寮の裁判で切腹の判決が下され切腹した旧臣12人[本多弥一、富田総、鏑木勝喜知、吉見亥三郎、矢野策平、西村熊、舟喜鉄外、浅井弘五郎、廣田嘉三郎、湯口藤九郎、芝木喜内、藤江松三郎]である）。